# Enrique III de Mecklemburgo
Enrique III (h. 1337 – 24 de abril de 1383) fue duque de Mecklemburgo desde 1379 hasta su muerte.

## Biografía
Enrique fue el primogénito del duque Alberto II de Mecklemburgo y su esposa Eufemia de Suecia, la hermana del rey Magnus IV de Suecia.
Enrique III se casó por vez primera en 1362 con Ingeborg de Dinamarca, hija del rey Valdemar IV de Dinamarca. Tuvieron cuatro hijos:
- Alberto IV, co-regente de Mecklemburgo desde 1383 hasta 1388
- Eufemia, casada desde 1377 con Juan V de Werle-Güstrow
- María, madre de Erico de Pomerania, casada con el duque Vartislao VII de Pomerania
- Ingeborg, desde 1398 la abadesa de la abadía de clarisas en Ribnitz.

Después de la muerte de Ingeborg, Enrique se casó el 26 de febrero de 1377 con Matilde de Werle, la hija de Bernardo II, señor de Werle. De este matrimonio no hubo hijos.
Después de un accidente en un torneo en Wismar, Enrique III murió el 24 de abril de 1383 en su castillo de Schwerin y fue enterrado en la catedral de Bad Doberan. Su hermano Magnus I y su hijo Alberto IV asumieron un breve gobierno conjunto de Mecklemburgo, que duró hasta 1384.